# أغنتس أف مايهام
أغنتس أف مايهام (بالإنجليزية: Agents of Mayhem)‏، هي لعبة فيديو إلكترونية قادمة من نوع العالم المفتوح ومغامرات، ستصدر في شهر أغسطس 2017م، وستعمل على أنظمة مايكروسوفت ويندوز وبلاي ستيشن 4 وإكس بوكس ون.